# نوزده مه
نوزده مه (به ترکی استانبولی: Ondokuzmayıs) شهری است در کشور ترکیه که در استان سامسون واقع شده‌است. جمعیت این شهر بر اساس سرشماری سال ۲۰۰۸ میلادی ۱۱٬۳۲۹ نفر و بر اساس برآوردهای سال ۲۰۰۹ میلادی ۱۱٬۲۴۱ نفر می‌باشد.